# Gouvernement Primorje
Het gouvernement Primorje (Russisch: Приморская губерния, Primorskaja goebernija) was een gouvernement (goebernija)  binnen de Russische Socialistische Federatieve Sovjetrepubliek. Het bestond van 6 november 1922 tot 1926. Het ontstond uit de oblast Primorje van het keizerrijk Rusland. Het gouvernement had zes oejezden: Dalneretsjensk, Vladivostok, Nikolajevsk aan de Amoer, Oessoeriejsk, Spassk-Dalni en Chabarovs, en de okroeg Aleksandrovsk-Sachalinski. Het gouvernement ging als okroeg Amoer op in de kraj Verre Oosten. De hoofdstad was Vladivostok.